# Prosetín (Dobkovice)
Prosetín je vesnice a část obce Dobkovice v okrese Děčín. Nachází se asi jeden kilometr západně od Dobkovic. Prosetín leží v katastrálním území Prosetín u Dobkovic o rozloze 1,59 km². V katastrálním území Prosetín u Dobkovic leží i Poustka.

## Historie
První písemná zmínka o vesnici pochází z roku 1169.

## Obyvatelstvo
Při sčítání lidu v roce 1921 ve vsi žilo 212 obyvatel (z toho 99 mužů), z nichž byli tři Čechoslováci a 209 Němců. Kromě jednoho evangelíka a jednoho příslušníka nezjišťovaných církví byli římskými katolíky. Podle sčítání lidu z roku 1930 měla vesnice 211 obyvatel: jednoho Čechoslováka a 210 Němců. S výjimkou čtyř příslušníků nezjišťovaných církví a deseti lidí bez vyznání se ostatní hlásili k římskokatolické církvi.
|                                                                    | 1869 | 1880 | 1890 | 1900 | 1910 | 1921 | 1930 | 1950 | 1961 | 1970 | 1980 | 1991 | 2001 | 2011 |
| ------------------------------------------------------------------ | ---- | ---- | ---- | ---- | ---- | ---- | ---- | ---- | ---- | ---- | ---- | ---- | ---- | ---- |
| Obyvatelé                                                          | 127  | 181  | 222  | 267  | 264  | 212  | 211  | 116  | 132  | 102  | 82   | 64   | 54   | 78   |
| Domy                                                               | 26   | 30   | 33   | 34   | 37   | 38   | 39   | 37   | —    | 26   | 25   | 28   | 30   | 32   |
| Počet domů z roku 1961 je zahrnut v domech místní části Dobkovice. |      |      |      |      |      |      |      |      |      |      |      |      |      |      |

## Další fotografie

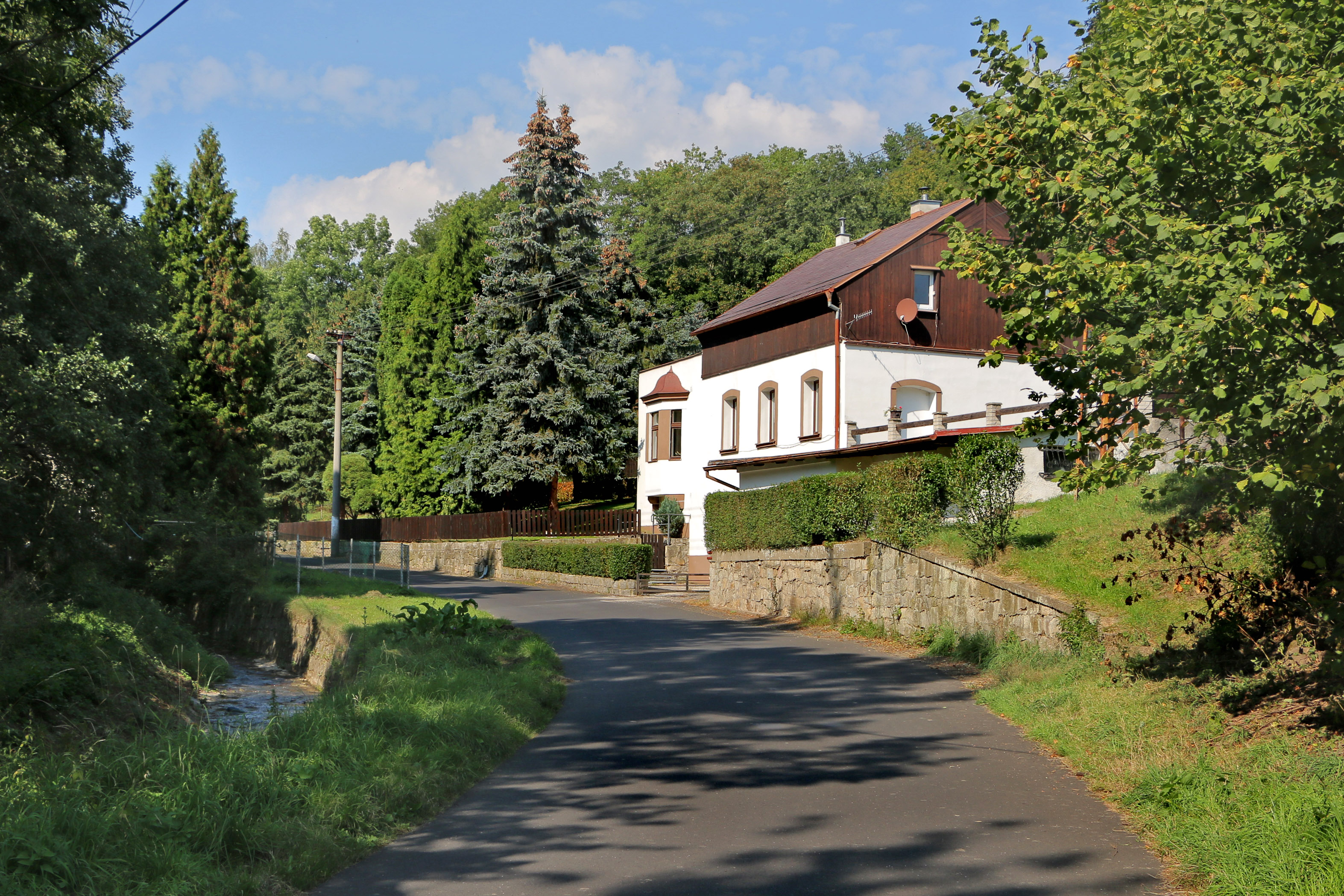
Dům čp. 26
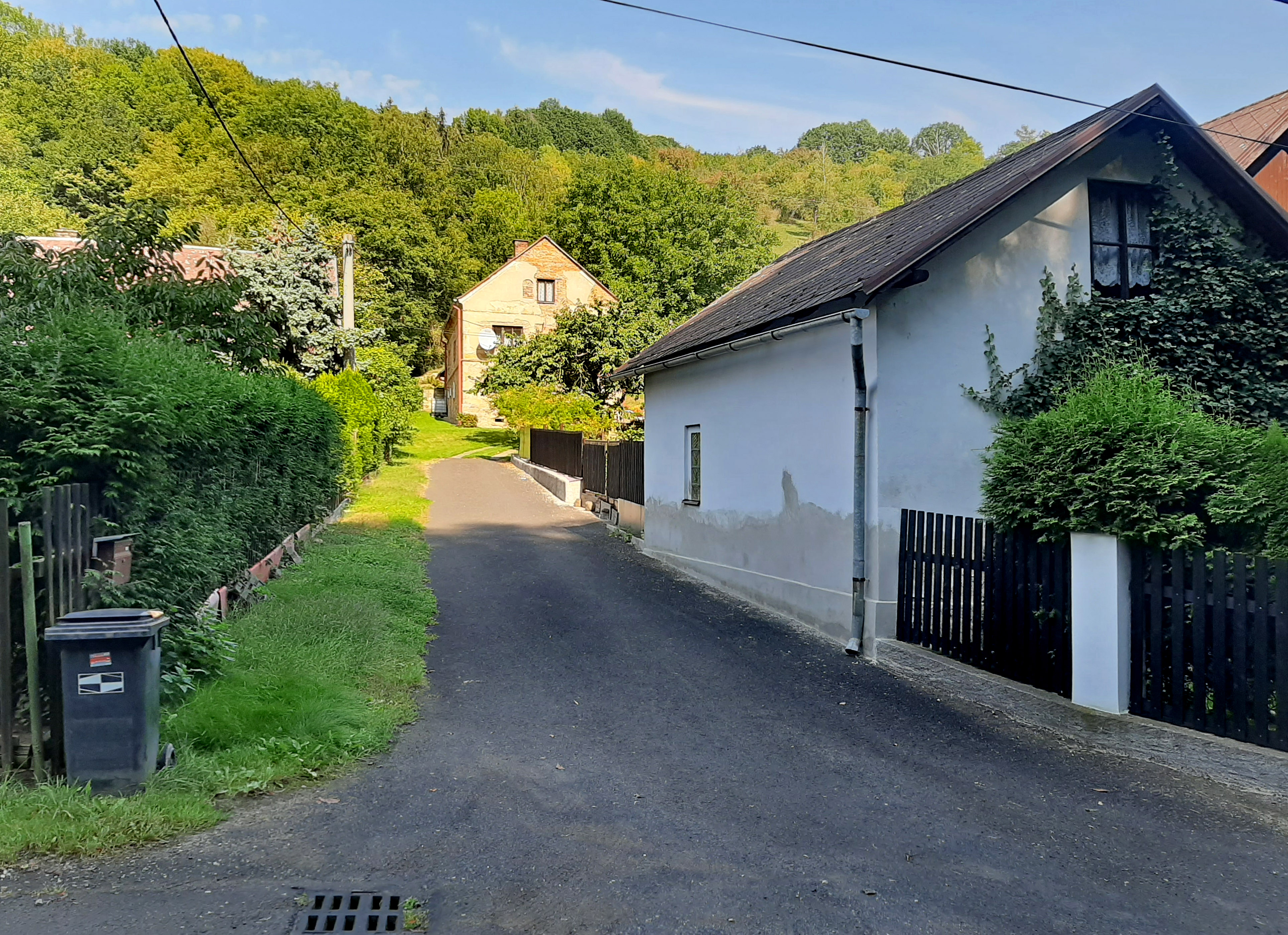
Postranní ulice
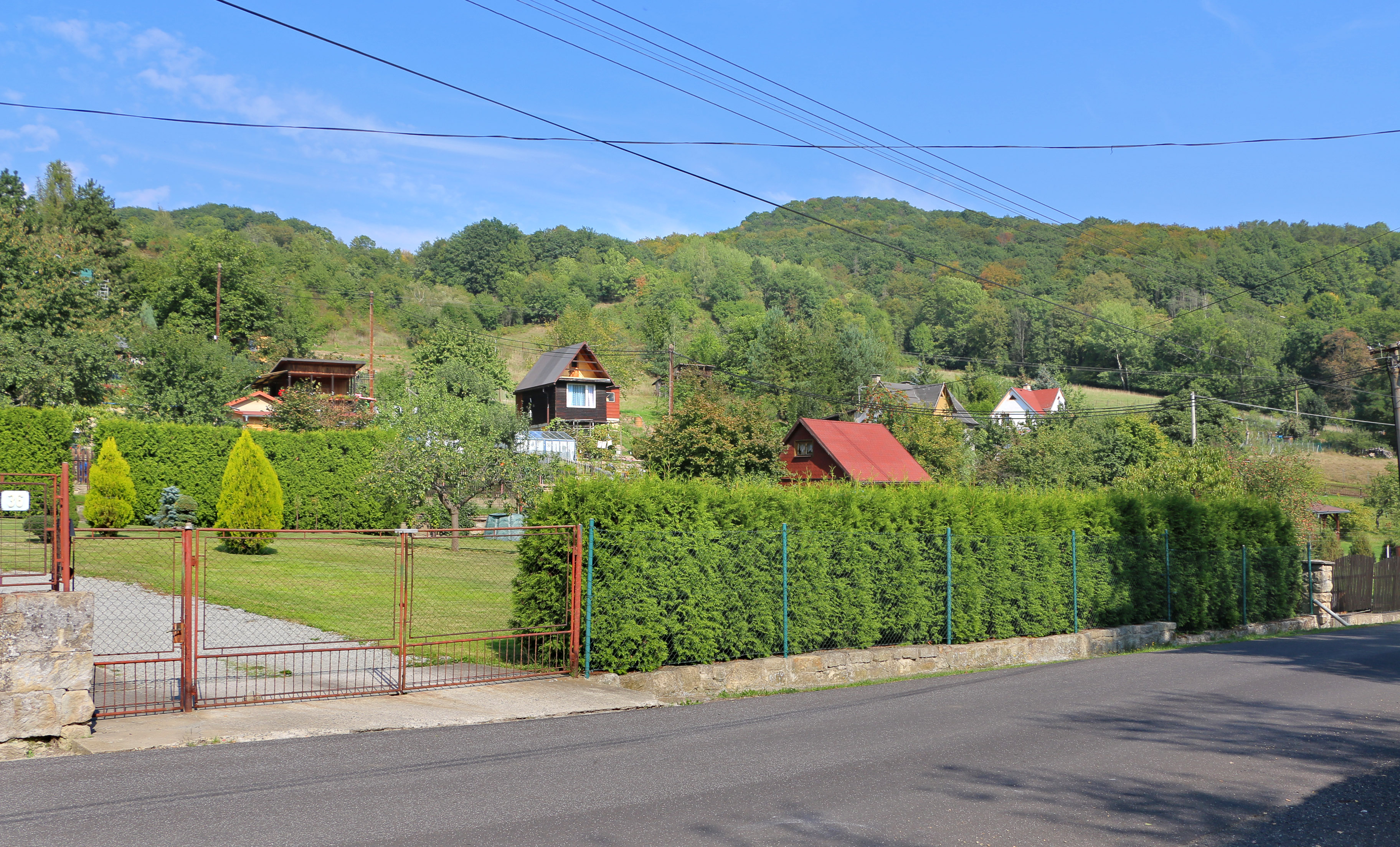
Zahrádkářská osada